# Alex Shackell
Alexandra „Alex“ Shackell (* 13. November 2006 in Mission Viejo, Kalifornien) ist eine Schwimmerin aus den Vereinigten Staaten. Bei Olympischen Spielen gewann sie einmal Gold und einmal Silber. Bei Weltmeisterschaften erschwamm sie bis 2024 einmal Silber.

## Sportliche Karriere
2024 schwamm Alex Shackell für den Carmel Swim Club in Indiana.
Alex Shackell gewann bei den Pan Pacific Junior Championships 2022 vier Goldmedaillen. Neben drei Staffelmedaillen siegte sie auch über 100 Meter Schmetterling. Über 200 Meter Schmetterling wurde sie Dritte.
2023 bei den Weltmeisterschaften in Fukuoka schwamm die 4-mal-200-Meter-Freistilstaffel mit Anna Peplowski, Alex Shackell, Erin Gemmell und Leah Smith die schnellste Vorlaufzeit. Im Endlauf waren Erin Gemmell, Katie Ledecky, Bella Sims und Alex Shackell fünf Sekunden eher im Ziel als die Vorlaufstaffel; mit fast vier Sekunden Rückstand auf die Australierinnen belegte das US-Quartett den zweiten Platz und hatte drei Sekunden Vorsprung auf die drittplatzierten Chinesinnen. Alle sechs beteiligten Schwimmerinnen aus den Vereinigten Staaten erhielten eine Silbermedaille.
Bei den Olympischen Spielen 2024 in Paris trat Shackell zunächst über 200 Meter Schmetterling an. Sie erreichte das Finale und belegte den sechsten Platz mit über zweieinhalb Sekunden Rückstand auf die Medaillenränge. Die 4-mal-200-Meter-Freistilstaffel mit Anna Peplowski, Erin Gemmell, Simone Manuel und Alex Shackell qualifizierte sich mit der viertbesten Vorlaufzeit für das Finale. Im Endlauf wurden Claire Weinstein, Paige Madden, Katie Ledecky und Erin Gemmell Zweite mit fast drei Sekunden Rückstand auf die australische Staffel und anderthalb Sekunden Vorsprung vor den Chinesinnen. In der Lagenstaffel erreichten Katharine Berkoff, Emma Weber, Alex Shackell und Kate Douglass das Finale mit der viertschnellsten Vorlaufzeit. Im Endlauf schwammen Regan Smith, Lilly King, Gretchen Walsh und Torri Huske einen neuen Weltrekord in 3:49,63 Minuten und hatten dreieinhalb Sekunden Vorsprung vor den Australierinnen.

## Familie
Nicholas Shackell nahm 1996 für Großbritannien an den Olympischen Spielen teil, zog aber später in die Vereinigten Staaten. Seine Kinder Aaron und die Zwillinge Alex und Andrew nahmen 2024 an den US Trials teil, Aaron und Alex qualifizierten sich für das Olympiateam.